# Kursy propagandowe ROA w Smoleńsku
Kursy propagandowe ROA w Smoleńsku (ros. Курсы пропагандистов РОА в Смоленске) – kursy szkoleniowe o charakterze propagandowym Rosyjskiej Armii Wyzwoleńczej w okupowanym Smoleńsku podczas II wojny światowej.
Kursy rozpoczęto prowadzić w okupowanym Smoleńsku pod koniec 1942 r. Inicjatorem ich powołania był Oddział "Wschodnie Wojska" Oberkommando der Wehrmacht (OKW) i oddział propagandy sztabu niemieckiej 4 Armii. Funkcję komendanta kursów objął Niemiec por. Ritweger. Starszym wykładowcą był Sonderführer Bete, zaś lektorem - biały emigrant por. Burcew. Długość jednego kursu wynosiła 2 miesiące. Na kursie było 40-60 kursantów, rekrutujących się z żołnierzy Ostbatalionów i kozackich oddziałów wojskowych w służbie niemieckiej. Po ukończeniu kursu propagandyści ROA służyli w obozach jenieckich dla czerwonoarmistów, w prasie kolaboracyjnej lub w organach propagandowych na froncie wschodnim. Z powodu ofensywy Armii Czerwonej, zbliżającej się do Smoleńska, kursy ROA w poł. 1943 r. zostały rozwiązane.